# Casa dels Infants Orfes
La Casa dels Infants Orfes és un conjunt arquitectònic del Raval de Barcelona, les restes del qual han estat desmembrades, i així, la part afrontada al carrer de Montalegre pertany a l'Escola Vedruna Àngels, mentre que la capella, catalogada com a bé cultural d'interès local, va acollir entre 1988 i 2022 la seu de la Fundació CIDOB (Centre d'Informació i Documentació Internacionals de Barcelona), i actualment hi ha la Casa Àsia.

## Història

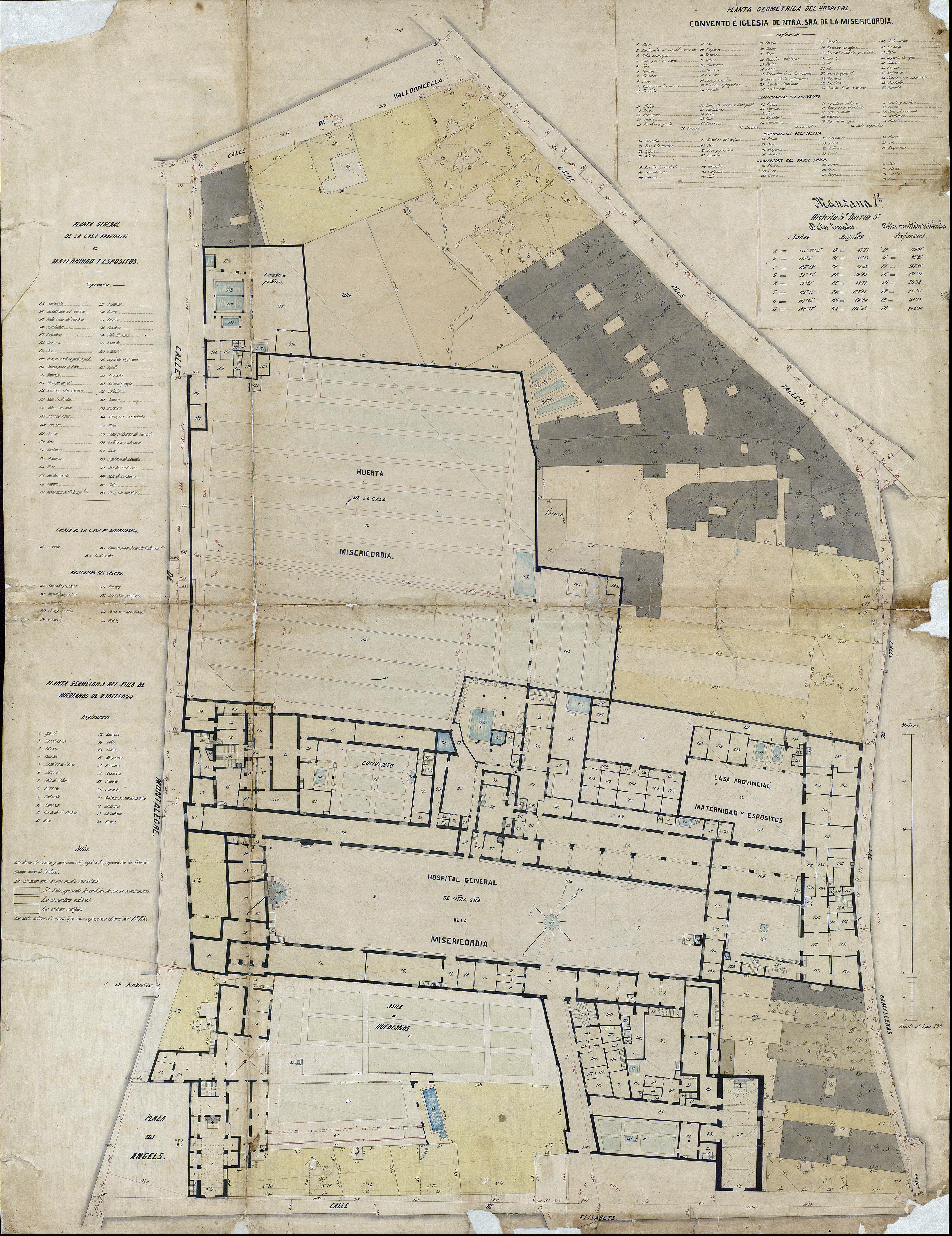
Quarteró núm. 55 de Garriga i Roca (c. 1860)

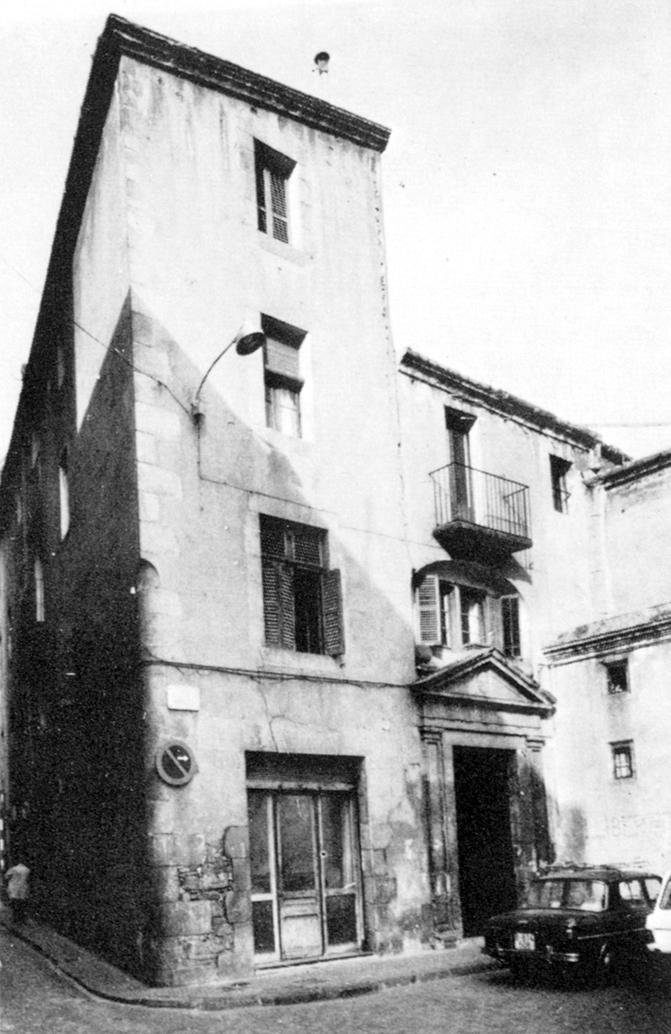
Façana de la Casa dels Infants Orfes amb el portal renaixentista abans de l'enderrocament

Va ser construïda el segle xvi com a seu de la institució fundada l'any 1370 per Guillem des Pou per a acollir-hi alguns infants orfes de la diòcesi de Barcelona. La capella va ser contractada per Claudi Cosal l'any 1680, encara que fou remodelada l'any 1785. El 1804, el cos del carrer de Montalegre va ser reconstruït segons el projecte del mestre de cases Josep Alier i Faneca, i el 1819 es va ampliar la capella cap a la plaça dels Àngels amb un cos annex.
El 1848 va passar a ser la seu de l'escola de les Filles de la Caritat de Sant Vicenç de Paül, i el 1875 passà a mans de les Carmelites de la Caritat, que la convertiren en convent. Durant la Guerra Civil fou usada com a seu del Sindicat d'Espectacles, i després del conflicte tornà a mans de les Carmelites.
A principis de la dècada de 1990, gran part del conjunt fou enderrocat per a la construcció del Museu d'Art Contemporani de Barcelona (MACBA) i la consegüent reurbanització del carrer de Montalegre. Tot i ser un edifici catalogat, l'operació fou molt agressiva i provocà, fins i tot, el trasllat del seu portal principal (un excel·lent exemplar renaixentista del 1578) a la veïna Casa de la Misericòrdia, al carrer de les Ramelleres, 17.

## Descripció
El cos de tres pisos afrontat al carrer de Montalegre és el resultat de la demolició de gran part del conjunt a principis de la dècada del 1990, raó per la qual combina finestrals i murs històrics de pedra amb finestres i murs arrebossats de poca entitat arquitectònica. La capella, en canvi, mostra els acabats originals del segle xvii.
Aquesta sòbria façana, que dona al carrer d'Elisabets, presenta murs de carreus desbastats que en origen probablement es presentaven revestits amb morters. La pedra treballada només té presència en les cadenes d'angle, els cornisaments i el portal d'accés allindanat, emmarcat per platabandes clàssiques i coronat per un frontó triangular sostingut sobre mènsules ornades a base de relleus amb sanefes de moneda. La porta encara conserva l'antiga caixa de donacions, acabada amb fusta motllurada i amb la inscripció «Caritat per los pobres del Hospital de Nostra Senyora dels Ynfants Orfens. Añy 1785». A sobre hi ha un ull de bou que il·lumina l'interior de la capella per la zona del cor és rematat per una cornisa horitzontal i una fornícula avui buida encaixada dins el perfil en doble vessant de la façana.
La capella, de nau única, es presenta coberta amb voltes d'aresta amb llunetes i està flanquejada per capelles laterals intercomunicades que s'obren a la nau per mitjà d'arcs de mig punt. L'imagineria i els elements ornamentals desaparegueren l'any 1936 i en l'actualitat es mostra revestida amb morter blanc.

## Galeria

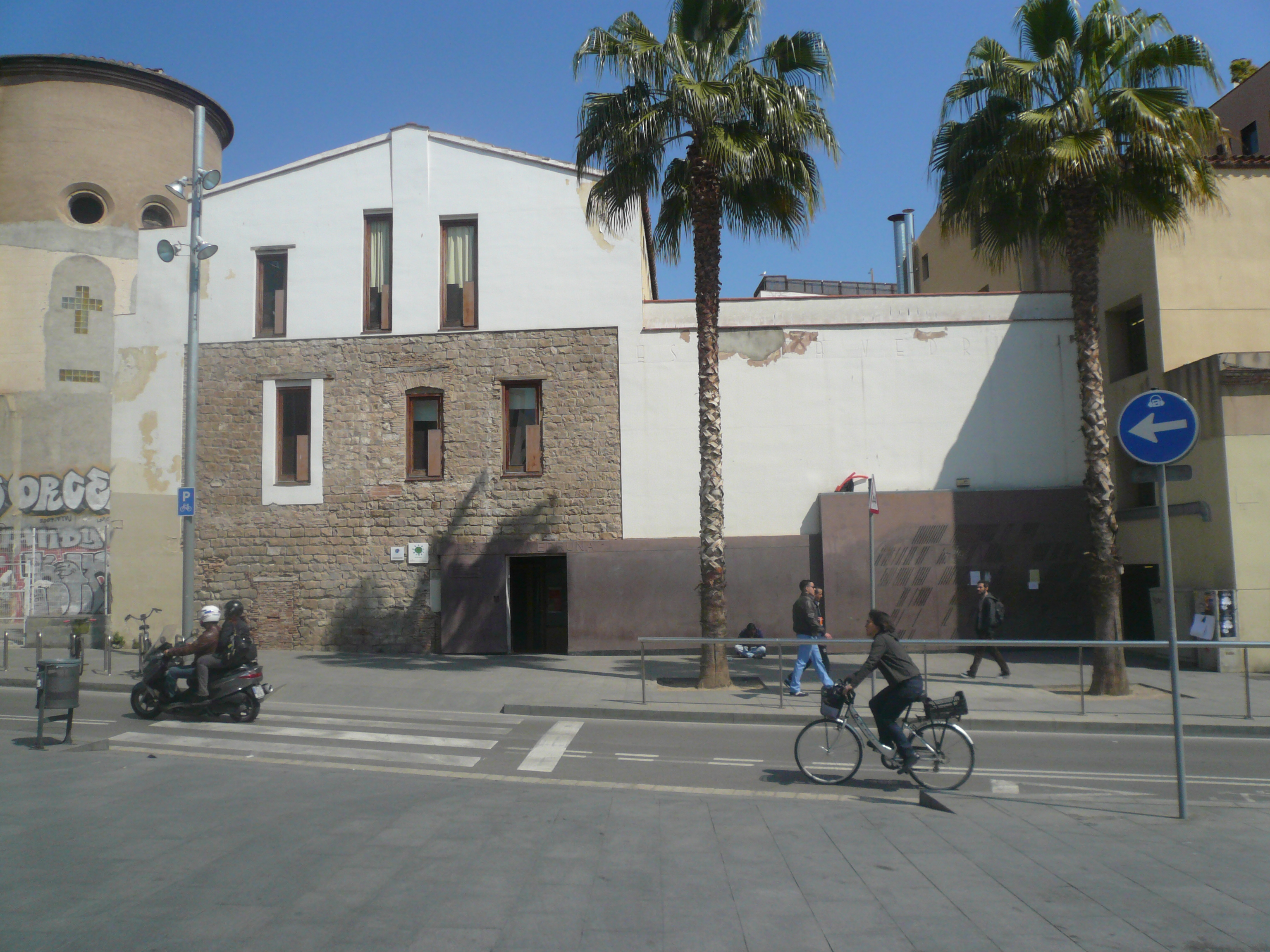
Façana actual al carrer de Montalegre
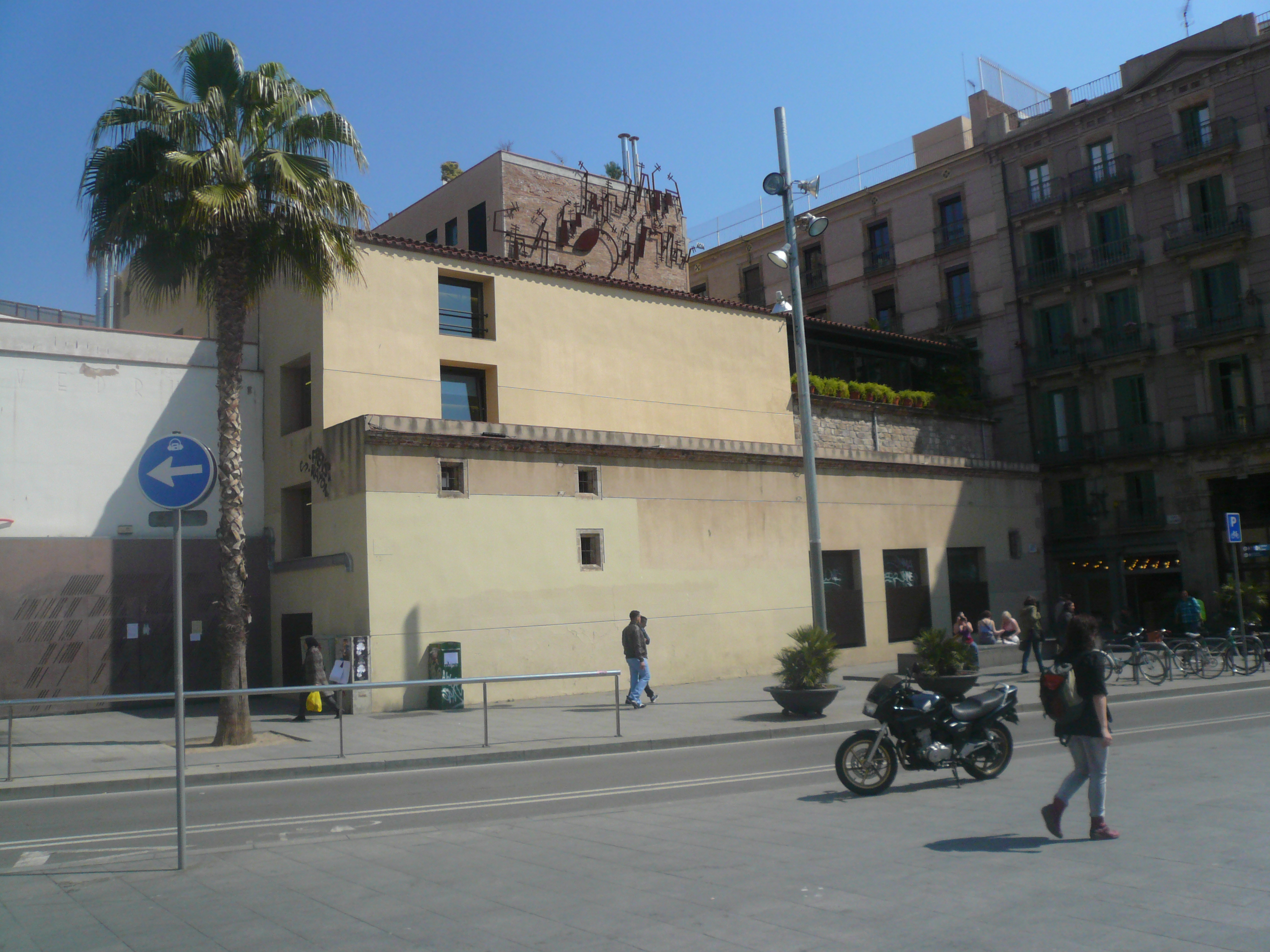
Façana a la plaça dels Àngels
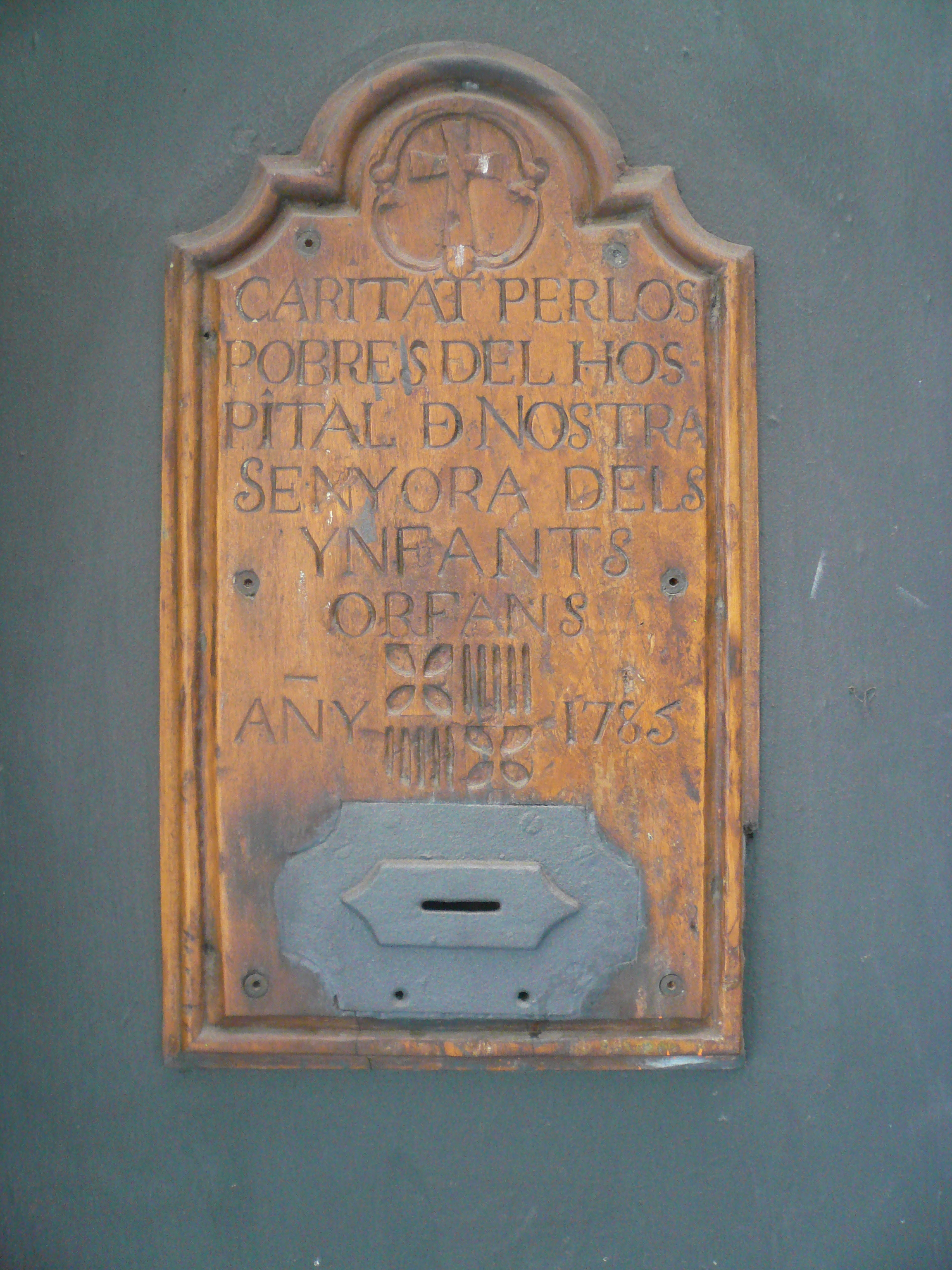
Caixa de donacions
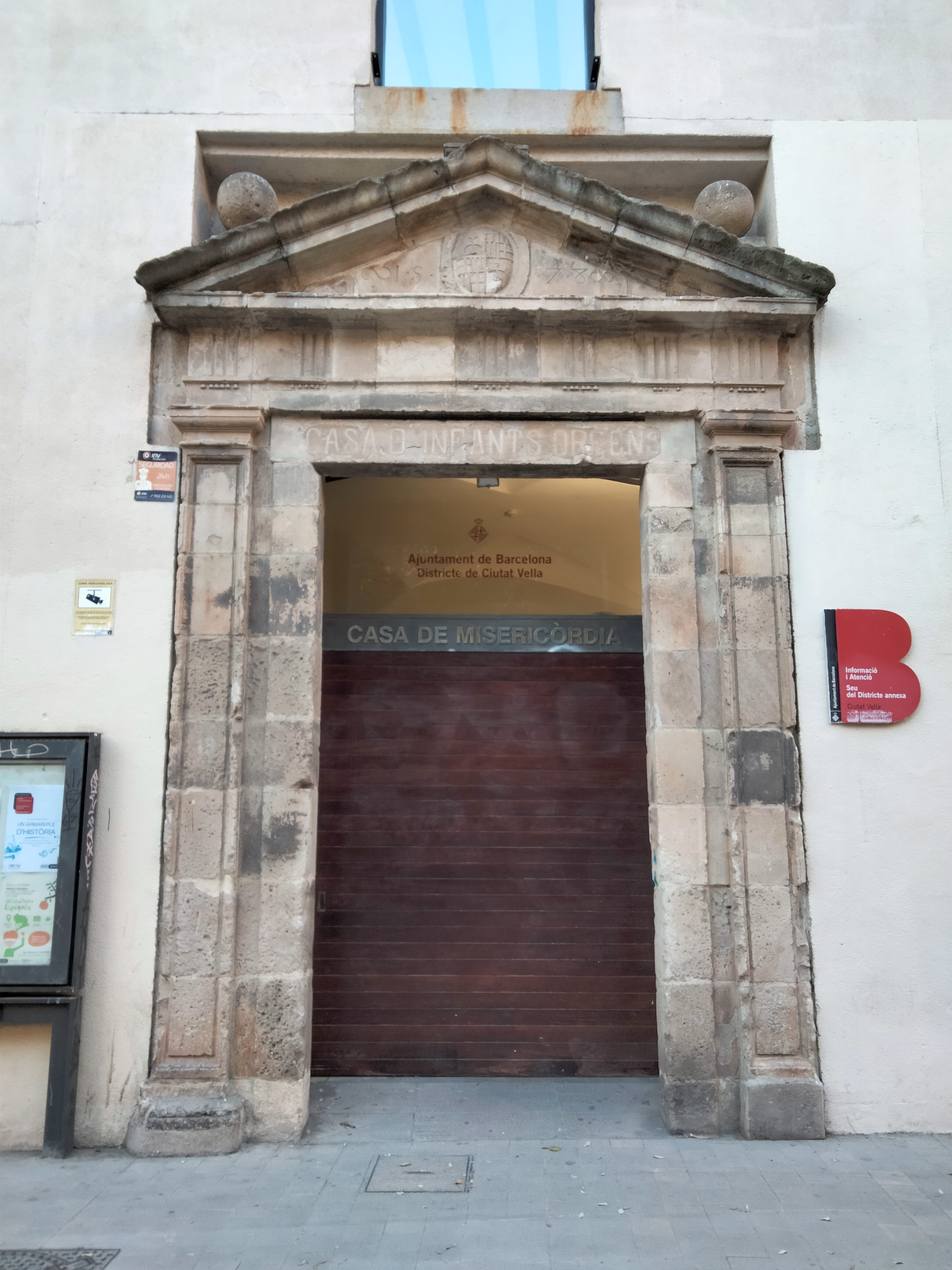
Antic portal de la Casa dels Infants Orfes, traslladat a la Casa de la Misericòrdia
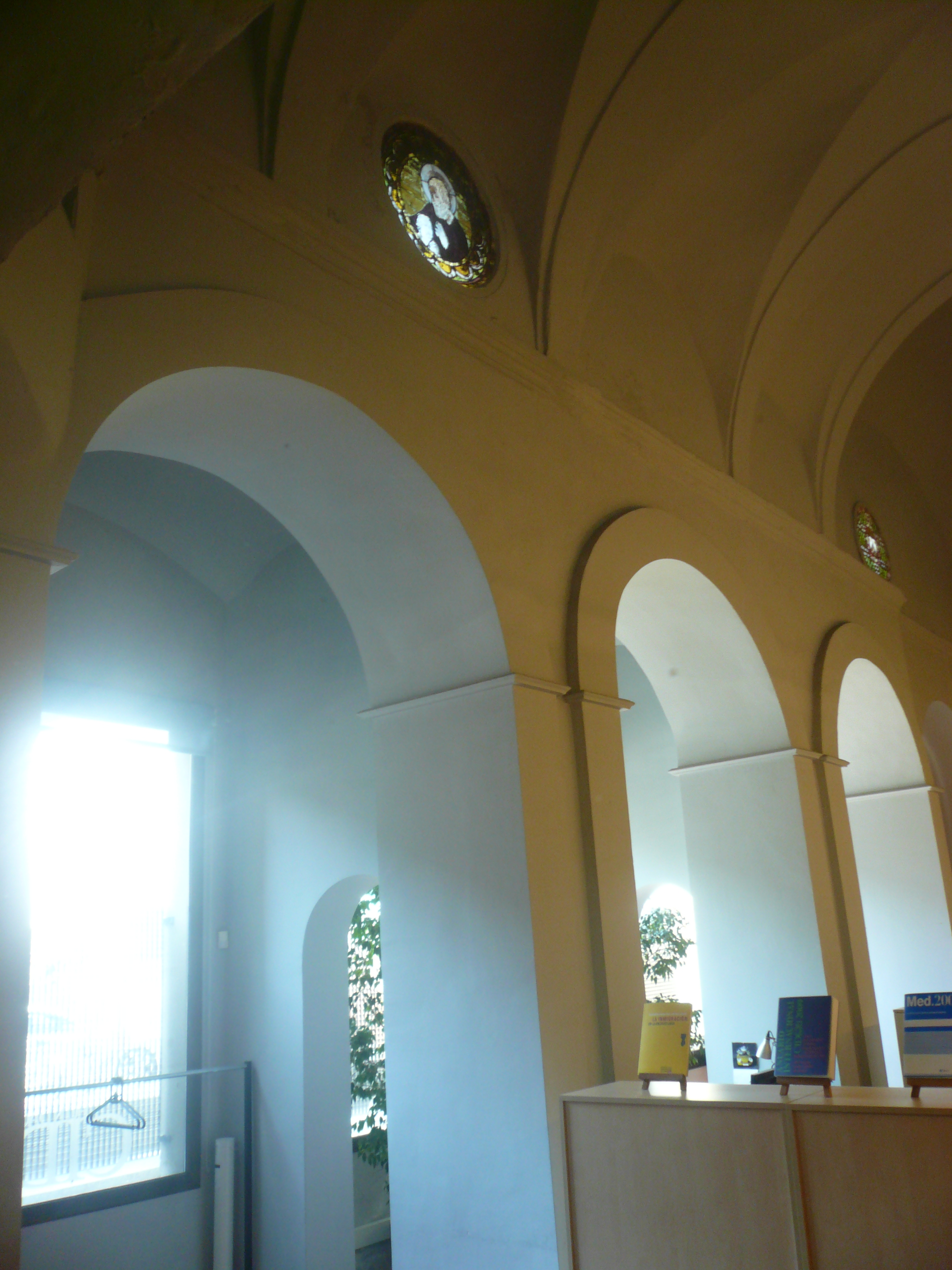
Interior de la nau